# اورال (منطقه)
اورال (روسی: Урал) منطقه‌ای جغرافیایی است که در اطراف کوه‌های اورال، بین دشت‌های اروپای شرقی و سیبری غربی واقع شده‌است. اورال بخشی از استپ اوراسیا محسوب می‌شود که تقریباً از شمال به جنوب از اقیانوس منجمد شمالی تا انتهای رودخانه اورال در نزدیکی شهر اورسک امتداد دارد. مرز میان اروپا و آسیا در امتداد سمت شرقی رشته‌کوه اورال قرار دارد. اورال بیشتر در داخل روسیه قرار دارد اما بخش کوچکی از شمال غربی قزاقستان را نیز شامل می‌شود. اورال بیشتر یک منطقه تاریخی است، تا یک منطقه رسمی و مرزهای آن با مناطق همسایه ولگای غربی و سیبری شرقی همپوشانی دارد. در گذشته، بخش‌هایی از منطقه کنونی اورال به عنوان دروازه‌ای به سیبری یا حتی خود سیبری در نظر گرفته می‌شد و با بخش‌های اداری ولگا ترکیب می‌شد. امروزه دو نهاد رسمی به نام اورال وجود دارد: ناحیه فدرالی اورال و منطقه اقتصادی اورال. گرچه دومی از مرزهای تاریخی پیروی می‌کند، اولی یک محصول سیاسی است. این ناحیه اورال غربی را حذف کرده و به جای آن سیبری غربی را شامل می‌شود.
مرکز تاریخی اورال چردین است که اکنون شهری کوچک در سرزمین پرم است. پرم تا سال ۱۷۹۷ مرکز اداری فرمانداری با همین نام بود. بیشتر قلمرو اورال تاریخی و امروزی در فرمانداری پرم قرار داشت. مرکز اداری اورال پس از انقلاب روسیه و جنگ داخلی به سوردلووسک (یکاترینبورگ امروزی) منتقل شد. در حال حاضر، منطقه اقتصادی اورال پایتخت اداری و غیررسمی ندارد، در حالی که یکاترینبورگ مرکز اداری ناحیه فدرال اورال است.